# 마르틴 수비멘디
마르틴 수비멘디 이바녜스(스페인어: Martín Zubimendi Ibáñez, 1999년 2월 2일, 바스크 주 산 세바스티안 ~)는 스페인의 프로 축구 선수로, 현재 잉글랜드 프리미어리그의 아스널과 스페인 국가대표팀에서 수비형 미드필더로 활약하고 있다.

## 클럽 경력
수비멘디는 바스크 주 기푸스코아 도 산 세바스티안 출신으로, 2011년에 12세의 나이로 레알 소시에다드의 유소년부에 입단했다. 2016년 8월 27일, 그는 3군 소속으로 두랑고와의 테르세라 디비시온 안방 경기에 막판 7분을 출전해 성인 무대 신고식을 치렀고, 경기 결과는 0-0이었다.
2018년 7월 25일, 수비멘디는 2022년까지 계약을 연장했고, 세군다 디비시온 B의 2군으로 승격되었다. 이듬해 4월 28일, 그는 2-1로 이긴 헤타페와의 안방 경기에서 막판에 루벤 파르도와 교체되어  1군이자 라 리가 첫 경기를 치렀다.
2020년 7월 24일, 수비멘디는 2025년까지 하양-파란 군단과의 계약을 연장하였고, 정식적으로 1군 일원이 되었다.

## 국가대표팀 경력
2017년 11월 15일, 수비멘디는 1-2로 패한 포르투갈과의 친선경기에서 U-19 국가대표팀 경기에 출전했다.
세르지오 부스케츠를 비롯한 선수들이 코로나19 확진을 받아 격리되면서, U-21 국가대표팀 선수들 중 한 명으로 2021년 6월 8일에 열린 리투아니아와의 친선전에 차출되었다. 수비멘디는 이 경기에서 성인 국가대표팀 첫 경기를 치렀다.

## 경력 통계

### 클럽
2025년 1월 13일 기준
| 구단              | 시즌      | 리그              | 리그 | 리그 | 컵   | 컵 | 대륙 | 대륙 | 기타 | 기타 | 합계 | 합계 |
| 구단              | 시즌      | 리그명            | 출장 | 골   | 출장 | 골 | 출장 | 골   | 출장 | 골   | 출장 | 골   |
| ----------------- | --------- | ----------------- | ---- | ---- | ---- | -- | ---- | ---- | ---- | ---- | ---- | ---- |
| 레알 소시에다드 B | 2016–17   | 세군다 디비시온 B | 3    | 0    | —    | —  | —    | —    | —    | —    | 3    | 0    |
| 레알 소시에다드 B | 2017–18   | 세군다 디비시온 B | 2    | 0    | —    | —  | —    | —    | —    | —    | 2    | 0    |
| 레알 소시에다드 B | 2018–19   | 세군다 디비시온 B | 20   | 1    | —    | —  | —    | —    | —    | —    | 20   | 1    |
| 레알 소시에다드 B | 2019–20   | 세군다 디비시온 B | 25   | 3    | —    | —  | —    | —    | —    | —    | 25   | 3    |
| 레알 소시에다드 B | 합계      | 합계              | 50   | 4    | 0    | 0  | 0    | 0    | 0    | 0    | 50   | 4    |
| 레알 소시에다드   | 2018–19   | 라 리가           | 1    | 0    | 0    | 0  | —    | —    | —    | —    | 1    | 0    |
| 레알 소시에다드   | 2019–20   | 라 리가           | 9    | 0    | 1    | 0  | —    | —    | —    | —    | 10   | 0    |
| 레알 소시에다드   | 2020–21   | 라 리가           | 31   | 0    | 2    | 0  | 7    | 0    | 1    | 0    | 41   | 0    |
| 레알 소시에다드   | 2021-22   | 라 리가           | 36   | 2    | 4    | 0  | 7    | 1    |      |      | 47   | 3    |
| 레알 소시에다드   | 2022-23   | 라 리가           | 36   | 1    | 3    | 0  | 4    | 0    |      |      | 43   | 1    |
| 레알 소시에다드   | 2023-24   | 라 리가           | 31   | 4    | 6    | 0  | 8    | 0    |      |      | 45   | 4    |
| 레알 소시에다드   | 2024-25   | 라 리가           | 18   | 1    |      |    | 4    | 0    |      |      | 22   | 1    |
| 레알 소시에다드   | 합계      | 합계              | 162  | 8    | 16   | 0  | 30   | 1    | 1    | 0    | 209  | 8    |
| 경력 합계         | 경력 합계 | 경력 합계         | 212  | 12   | 16   | 0  | 30   | 1    | 1    | 0    | 259  | 13   |

### 국가대표팀
2024년 11월 15일 기준
| 국가대표팀 | 연도 | 출장 | 골 |
| ---------- | ---- | ---- | -- |
| 스페인     | 2021 | 1    | 0  |
| 스페인     | 2022 | 0    | 0  |
| 스페인     | 2023 | 3    | 0  |
| 스페인     | 2024 | 11   | 1  |
| 합계       | 합계 | 15   | 1  |

## 수상

#### 레알 소시에다드
- 코파 델 레이: 2019–20[10][11]

#### 스페인
- 하계 올림픽 은메달: 2020
- UEFA 네이션스리그 : 2022-23
- UEFA 유로 : 2024